# Eltűntnek nyilvánítva (film)
Az Eltűntnek nyilvánítva (eredeti cím: Missing) 1982-ben bemutatott amerikai filmdráma Jack Lemmon és Sissy Spacek főszereplésével, Costa-Gavras rendezésében. 

## Cselekmény
A dráma Charles Horman amerikai újságíró  esetén alapul, akit az 1973-as puccs után a katonai kormány elrabolt és meggyilkolt Chilében.

## Szereplők
| Karakter                                    | Színész                | Magyar hang (1983) | Magyar hang (1997–2000) | Magyar hang (1997–2008) |
| ------------------------------------------- | ---------------------- | ------------------ | ----------------------- | ----------------------- |
| Ed Horman                                   | Jack Lemmon            | Zenthe Ferenc      | Forgács Gábor           | Szersén Gyula           |
| Beth Horman                                 | Sissy Spacek           | Kiss Mari          | Kisfalvi Krisztina      | Haumann Petra           |
| Terry Simon                                 | Melanie Mayron         | Málnai Zsuzsa      | Kiss Eszter             | Zsigmond Tamara         |
| Charles `Charlie` Horman                    | John Shea              | Gáspár Sándor      | Bozsó Péter             | Dányi Krisztián         |
| Ray Tower százados                          | Charles Cioffi         | Mécs Károly        | Háda János              | Csuja Imre              |
| Phil Putnam konzul                          | David Clennon          | Ujréti László      | Selmeczi Roland         | Sztarenki Pál           |
| Amerikai nagykövet                          | Richard Venture        | Pathó István       | Bognár Zsolt            | Korcsmáros György       |
| Sean Patrick ezredes                        | Jerry Hardin           | Dobránszky Zoltán  | Uri István              | Kárpáti Levente         |
| Andrew Babcock                              | Richard Bradford       | Csurka László      | Vass Gábor              | Várday Zoltán           |
| Frank Teruggi                               | Joe Regalbuto          | Csernák János      |                         |                         |
| David Holloway                              | Keith Szarabajka       | Koroknay Géza      |                         |                         |
| David McGeary                               | John Doolittle         | Balkay Géza        | Haás Vander Péter       |                         |
| Kate Newman                                 | Janice Rule            | Zolnay Zsuzsa      | Andresz Kati            | Molnár Zsuzsa           |
| Kongresszusi képviselő                      | Ward Costello          | Bács Ferenc        |                         | Versényi László         |
| Szenátor                                    | Hansford Rowe          | Kenderesi Tibor    |                         | Cs. Németh Lajos        |
| Maria                                       | Tina Romero            | Fehér Anna         |                         |                         |
| Államférfi                                  | Richard Whiting        |                    | Szokolay Ottó           |                         |
| Paris                                       | Martin LaSalle         | Haraszin Tibor     |                         | Varga Tamás             |
| Clay ezredes                                | Terence Nelson         | Velenczey István   |                         |                         |
| Peter Chernin                               | Robert Hitt            | Németh János       | Végh Péter              |                         |
| Rojas felügyelő                             | Félix González         | Kéry Gyula         |                         | Rosta Sándor            |
| Mrs. Duran                                  | M.E. Rios              | Dániel Vali        |                         |                         |
| Espinoza                                    | Jorge Russek           | Makay Sándor       |                         |                         |
| Pia                                         | Edna Necoechea         | Bencze Ilona       |                         |                         |
| Samuel Cross                                | Alan Penwrith          | Konrád Antal       |                         |                         |
| Silvio                                      | Alex Camacho           | Gyabronka József   |                         |                         |
| Doktor az elmegyógyintézetben               | Manuel Avila Camacho   |                    |                         |                         |
| Fiatal nő a Ford Alapítványnál              | Kimberley Farr         |                    |                         |                         |
| Ann                                         | Elizabeth Cross        |                    |                         |                         |
| Hoteligazgató                               | Piero Cross            | Szokolay Ottó      |                         |                         |
| Telefonügyeletes az amerikai nagykövetségen | Gary Richardson        |                    |                         |                         |
| Doktornő az alagsori kórteremben            | Josefina Echánove      |                    |                         |                         |
| Rob                                         | Robert Johnstreet      | Balázsi Gyula      |                         |                         |
| Nő a külügyminisztériumban                  | Linda Spheeris         | Szakács Eszter     |                         |                         |
| Kapitány a repülőtéren                      | Colonel Jorge Mancilla | Képessy József     |                         |                         |
| Katona a mosodában                          | Gerardo Vigil          |                    |                         |                         |
| Tiszt a mosodában                           | Mario Valdez           | Varga T. József    |                         |                         |
| Fiatal férfi a stadionban                   | Jaime Garza            | Várkonyi András    |                         |                         |
| Tengerészgyalogos tiszt                     | Joe I. Tompkins        |                    |                         |                         |
| Carlos                                      | John Fenton            |                    |                         |                         |
| Idősebb nő a Ford Alapítványnál             | Jacqueline Evans       | Magda Gabi         |                         |                         |
| Fiatal férfi az elmegyógyintézetben         | Jorge Santoyo          |                    |                         |                         |
| Törpe az elmegyógyintézetben                | Juan Vázquez           |                    |                         |                         |
| Rojas segédje                               | Antonio Medellín       |                    |                         |                         |
| Tengerészgyalogos tiszt                     | Albert Cates           |                    |                         |                         |
| Kisfiú                                      | Miguel Cane            |                    |                         |                         |
| Hullaház igazgatója                         | Harry Kopoian          |                    |                         |                         |